# Pintassilgo-dos-andes
O Pintassilgo-dos-andes  (Spinus spinescens ou Carduelis spinescens) é um passeriforme da família  Fringillidae.

## Descrição
Segundo Hilty (2003, p. 831), tem um comprimento de cerca de 10,9 cm e um peso de 11,5g. O macho tem o alto da cabeça negro, o dorso é verde-oliva, as asas são pretas com uma barra amarela, a cauda é preta com penas amarelas, o peito é amarelo-oliva, o ventre é amarelo e o uropígio é também amarelo. A fêmea tem cores mais baças do que o macho, sem a coroa negra, a cabeça e o dorso são verde-oliva, o peito é amarelo acinzentado, o ventre é amarelo esbranquiçado, as asas e a cauda são iguais às do macho. Os juvenis são parecidos com as fêmeas mas mais acinzentados.

## Distribuição
Pode ser encontrado na Colômbia, Equador, e Venezuela.

## Taxonomia
Descoberto por Bonaparte, em 1850 (a data não é consensual, segundo a IUCN  é 1851, para a Avibase é 1850), em Bogotá, na Colômbia., tendo-lhe dado o nome de Chrysomitris spinescens . Muito parecido com o pintassilgo-do-nordeste (Spinus yarrellii). Recentemente foi proposto incluir esta espécie nos géneros Spinus ou Sporagra,  sendo atualmente classificado no género Spinus. A subespécie Spinus spinescens capitaneus (Norte da Colômbia (Sierra Nevada de Santa Marta)) deve ser incluída na subespécie nominal. Consideram-se 2 subespécies.

### Subespécies e sua distribuição
- Spinus spinescens spinescens ( Bonaparte, 1850) - Colômbia (Sierra Nevada de Santa Marta, Cordilheira dos Andes Oriental,  Sierra de Perijá) oeste e norte da Venezuela (Sierra de Perijá, norte dos Andes nos estados de Trujillo, Mérida e Táchira, e nordeste de Aragua).[5][2]
- Spinus spinescens nigricauda ( Chapman, 1912) – oeste da Colômbia (Cordilheira Central e Cordilheira Ocidental dos Andes) até ao norte do Equador (Carchi).[5][2]

As subespécies são muito semelhantes mas o  Carduelis spinescens nigricauda tem a cauda totalmente preta.

## Habitat
Os seus habitats naturais são as florestas subtropicais ou tropicais de montanha, os matagais  subtropicais ou tropicais de altitude e as pradarias de altitude (páramos). Frequenta também zonas cultivadas. Encontra-se entre 1800 e os 4000m de altitude

## Alimentação
Alimenta-se tanto no topo das árvores, como a meia altura ou mesmo no solo, sobretudo de sementes, em especial de Espeletia  (Hilty, 2003, p. 831). Segundo fotos de Ottaviani (2011), consome também sementes e flores de escova-de-garrafa (Callistemon viminalis), da família Myrtaceae, de uma asterácea, Picris hieracioides, de uma liliaceae (agavaceae), Anthericum peruvianum e sementes de uma Poaceae, Anthoxanthum odoratum.

## Nidificação
Reproduz-se a partir de Fevereiro, o ninho em forma de taça, é construído numa árvore ou arbusto, com raízes, ervas secas, musgos e forrado no interior com penugem animal e vegetal. A fêmea põe 3 a 5 ovos branco-esverdeado ou branco-azulado com pintas castanhas. As crias nascem ao fim de 13 dias.

## Filogenia
Foi obtida por Antonio Arnaiz-Villena et al.